# Epitelio escamoso estratificado
Un epitelio escamoso estratificado o epitelio estratificado escamoso consta de células epiteliales escamosas (aplanadas) dispuestas en capas sobre una Membrana basal. Solo una capa está en contacto con la membrana basal; las otras capas se adhieren entre sí para mantener la integridad estructural. Aunque este epitelio se conoce como escamoso, es posible que muchas células dentro de las capas no estén aplanadas; esto se debe a la convención de nombrar los epitelios según el tipo de célula en la superficie. En las capas más profundas, las células pueden ser columnares o cuboidales. No hay espacios intercelulares. Este tipo de epitelio se adapta bien a las áreas del cuerpo sujetas a abrasión constante, ya que las capas más gruesas pueden desprenderse y reemplazarse secuencialmente antes de que quede expuesta la membrana basal. Forma la capa más externa de la piel y el revestimiento interno de la boca, el esófago y la vagina.
En la epidermis de la piel de mamíferos, reptiles y aves, la capa de queratina en la capa externa de la superficie epitelial escamosa estratificada se denomina estrato córneo. El estrato córneo está formado por células escamosas que están queratinizadas y muertas. Estos se desprenden periódicamente.

## Estructura
El epitelio estratificado consta de varias capas (o estratos), que se desarrollan desde la profundidad, en contacto con la membrana basal.

En el estrato basal o profundo se encuentran las células madre epiteliales que, por división celular y diferenciación celular, generarán las células de las capas más superficiales los queratinocitos.

En los estratos más profundos, las células son columnares o cuboidales y no hay espacios intercelulares.

## Clasificación
Según la forma (morfología) de las células de la capa más externa (superficial), se clasifican en epitelio plano estratificado no queratinizado y queratinizado.

### No queratinizado
Las superficies no queratinizadas deben mantenerse húmedas por las secreciones corporales para evitar que se sequen. Las células del estrato córneo a veces no tienen queratina y están vivas.
Los ejemplos de epitelio escamoso estratificado no queratinizado incluyen algunas partes del revestimiento de la cavidad oral, la faringe, la conjuntiva del ojo, el tercio superior del esófago, el recto, los genitales femeninos externos y la vagina.
Incluso las superficies no queratinizadas, que están formadas por queratinocitos, tienen una pequeña capa superficial queratinizada de espesor variable, según la edad del epitelio y el daño que haya sufrido.

### Queratinizado

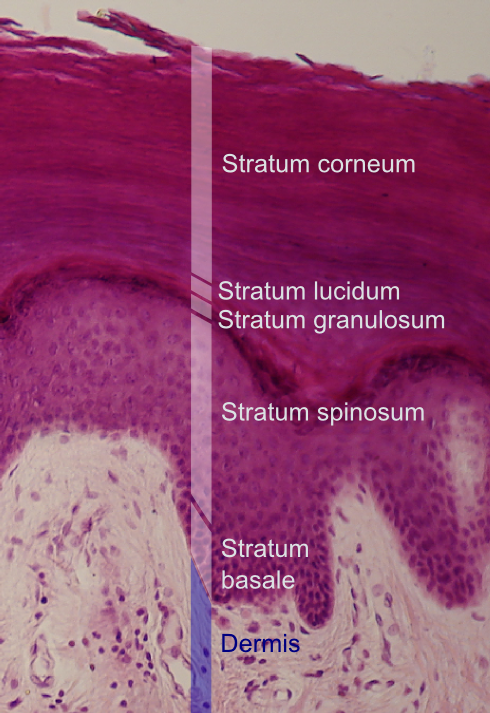
Queratinizado

Las superficies queratinizadas están protegidas de la absorción por la proteína de queratina. El epitelio queratinizado tiene queratina depositada en la superficie que lo hace impermeable y seco. Los ejemplos de epitelio escamoso estratificado queratinizado incluyen la piel, la epidermis de la palma de la mano y la planta del pie, y la mucosa masticatoria.

## Galería

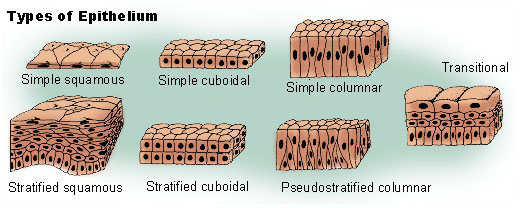
Epitelio
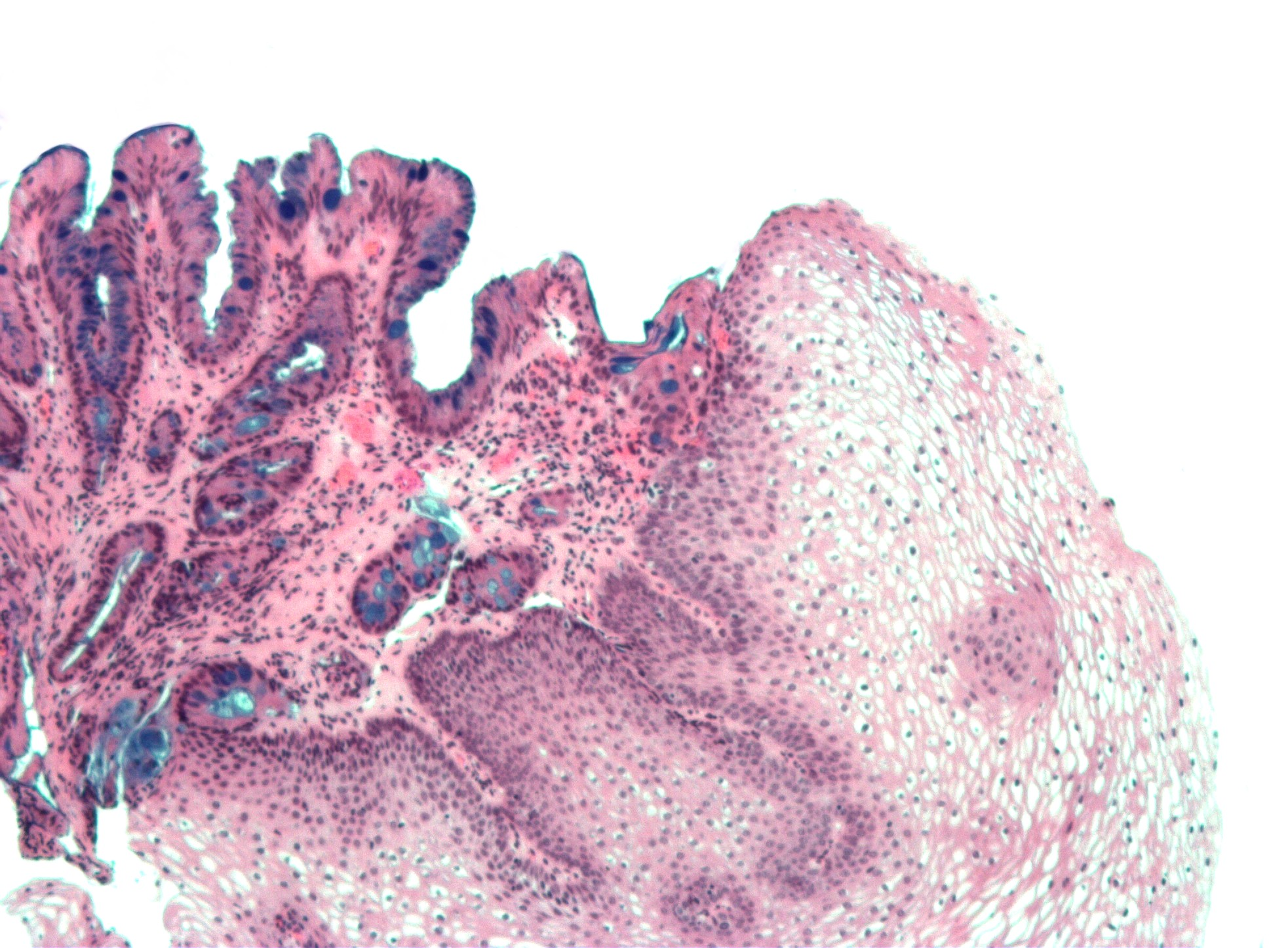
Micrografía del epitelio escamoso estratificado normal y el epitelio metaplásico del esófago de Barrett (izquierda de la imagen). Tinción azul alcián.
Epitelio escamoso estratificado no queratinizado, la imagen resalta los núcleos epiteliales, el resto de la capa epitelial, el tejido conectivo subyacente y otros epitelios